# 음력 8월 25일
음력 8월 25일은 음력 8월의 25번째 날이다.

## 사건
- 1993년 - 서해훼리호 침몰 사고. 292명 사망.
- 1999년 - 대한민국 월성3호기 원자로 누설로 작업자 22명 방사능 피폭.

## 탄생
- 1954년 - 대한민국의 희극인 김학래.
- 1973년 - 대한민국의 배우 윤상현.

## 사망
- 1724년 - 조선 제20대 국왕 조선 경종.

## 같이 보기
- 음력 360일: 1월 2월 3월 4월 5월 6월 7월 8월 9월 10월 11월 12월
- 전날:8월 24일 다음날:8월 26일 - 전달:7월 25일 다음달:9월 25일
- 양력:8월 25일
- 음력, 윤달